# Liublîneț
Liublîneț (în ucraineană Люблинець) este o așezare de tip urban din raionul Kovel, regiunea Volînia, Ucraina. În afara localității principale, mai cuprinde și satele Dovhonosî și Kalînivka.

## Demografie
Componența lingvistică a așezării de tip urban Liublîneț
     Ucraineană (98,34%)
     Rusă (1,51%)
     Alte limbi (0,12%)
Conform recensământului din 2001, majoritatea populației așezării de tip urban Liublîneț era vorbitoare de ucraineană (98,34%), existând în minoritate și vorbitori de rusă (1,51%).